# Evan MacLane
Pour les articles homonymes, voir MacLane.
Evan Alan MacLane (né le 4 novembre 1982 à Chico, Californie, États-Unis) est un lanceur gaucher de baseball. Il évolue dans les Ligues majeures pour les Cardinals de Saint-Louis depuis la saison 2010.

## Carrière
Evan MacLane est drafté en 25e ronde par les Mets de New York en 2003.
Le 22 août 2006, les Mets l'échangent aux Diamondbacks de l'Arizona en retour du vétéran voltigeur Shawn Green. MacLane lance dans les ligues mineures avec les clubs-école des Diamondbacks jusqu'en 2009. Il est alors libéré de son contrat et signe comme joueur autonome avec les Cardinals de Saint-Louis. Ceux-ci l'assignent immédiatement à leur club-école de niveau Triple-A, les Redbirds de Memphis, où le gaucher débute également la saison 2010.
Le 7 juillet 2010, MacLane, lanceur partant dans les mineures, fait ses débuts dans les majeures à l'âge de 27 ans. Il est employé comme releveur par les Cardinals contre les Rockies du Colorado. Il accorde un coup de circuit à Chris Iannetta en neuvième manche et est crédité de la défaite pour Saint-Louis.